# Джахандар-шах
Джахандар-шах (*9 травня 1661 —12 лютого 1713) — 8-й падишах з династії Великих Моголів у 1712–1713.

## Життєпис

### Молоді роки
Був сином шах-заде Муаззама (майбутнього падишаха Бахадур-шаха I) та раджпутської князівни Нізам-бай. При народженні отримав ім'я муїз-уддін. Точне місце народження невідомо, десь у Декані. Про молоді роки мало відомостей. Не мав якихось здібностей до державних справ. За правління його батька отримав посаду субадара (намісника) Декану. Проте згодом повернувся до Делі.

### Володарювання

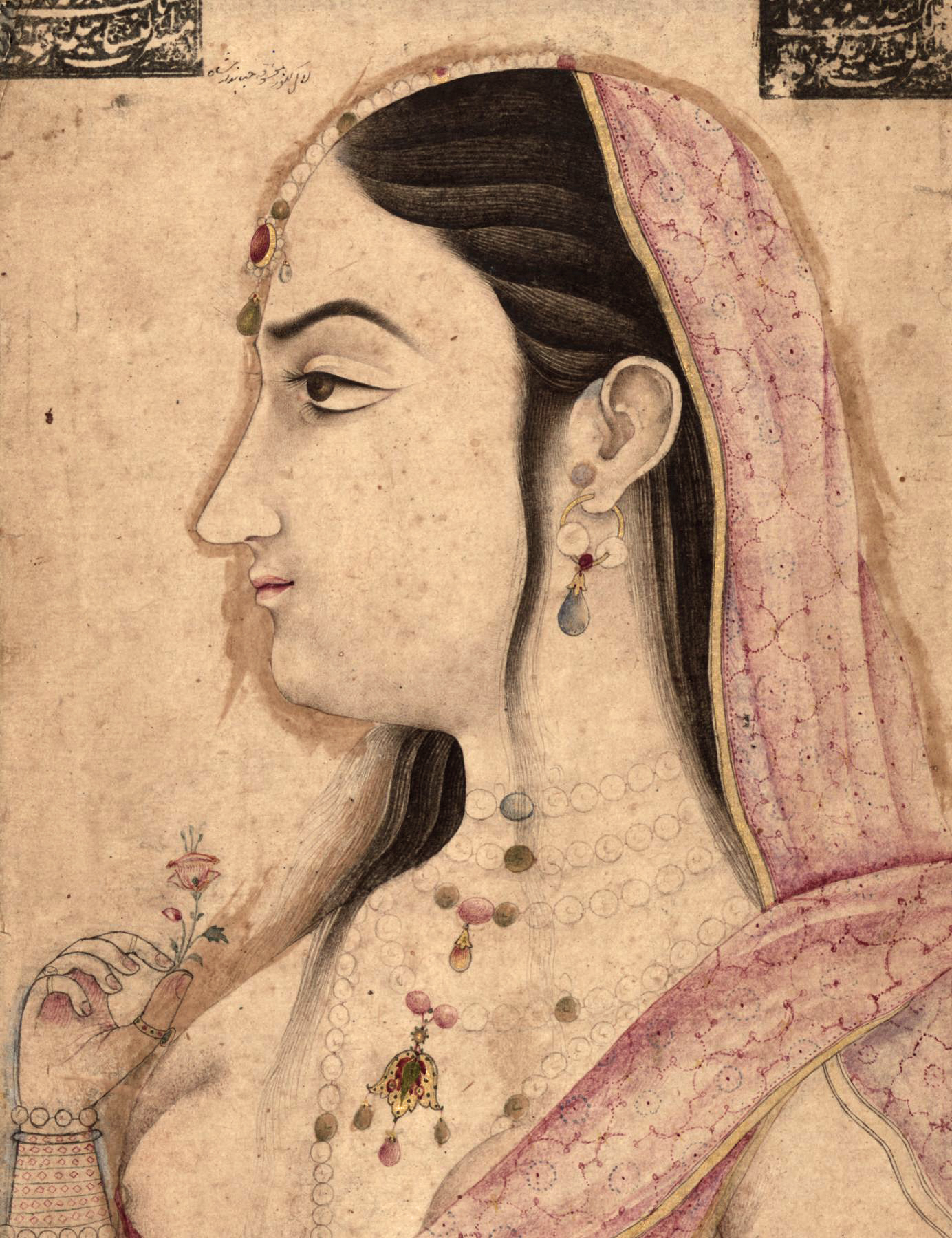
Лал Кунвар

Після смерті Бахадур-шаха у 1712 році оголосив себе падишахом під ім'ям Джахандар-шах. Проти нього виступив інший брат Азім-уш-шах, якого на початку березня було вбито. Правління Джахандар-шаха відзначалося зростанням корупції, гультяйством, тринканням грошей. За нього фактично керувала імперією колижня танцюристка і дружина Лал Кунвар.
Зрештою це позначилося на послаблені влади падишаха у віддалених провінціях. У 1712 році відокремився субадар Карнатаки, який створив на півдні Індостану незалежну державу. У 1713 році проти Джахандар повстав його небіж Фарук-сіяр, який 10 січня розбив імперське військо при Агрі. Після цього Джахандар-шах втік до Делі, де незабаром здався заколотникам. 12 лютого 1713 року Джахандара за наказом Фарук-сіяра було вбито.